# 天主教瓜達教區
天主教瓜達教區（拉丁語：Dioecesis Aegitaniensis），是葡萄牙一個天主教教區屬里斯本總教區。
教區包括瓜達區、科英布拉區、布朗庫堡區的一部份。現任教區為主教為曼奴埃爾·羅恰·費利西奧。2011年，有254,200名教友，估轄區總人口96.2%，有361個堂區、140名司鐸、18名終身執事、26名修士、102名修女。
首位可考主教見於572年的文獻，教區在穆斯林715年入侵後廢止。1199年恢復。1881年9月30日皮涅爾教區併入。